# Loratadin
Loratadin er et anden generations antihistamin der anvendes til behandling af allergi. Strukturmæssigt er det tæt beslægtet med tricykliske antidepressiva som imipramin.
Loratadin er markedsført under flere handelsnavne herunder Mildin og Clarityn. Loratadin findes også som kombinationspræparatet Clarinase der også indeholder pseudoefedrin og som anvendes til behandling af allergisk rhinits.
Loratadin omdannes i kroppen til den aktive metabolit desloratadin. Desloratadin findes også som lægemiddel under handelsnavnene Aerius og Dasselta.